# Stensjötjärnen, Västerbotten
Stensjötjärnen är en sjö i Vindelns kommun i Västerbotten och ingår i Umeälvens huvudavrinningsområde.